# René Karrer

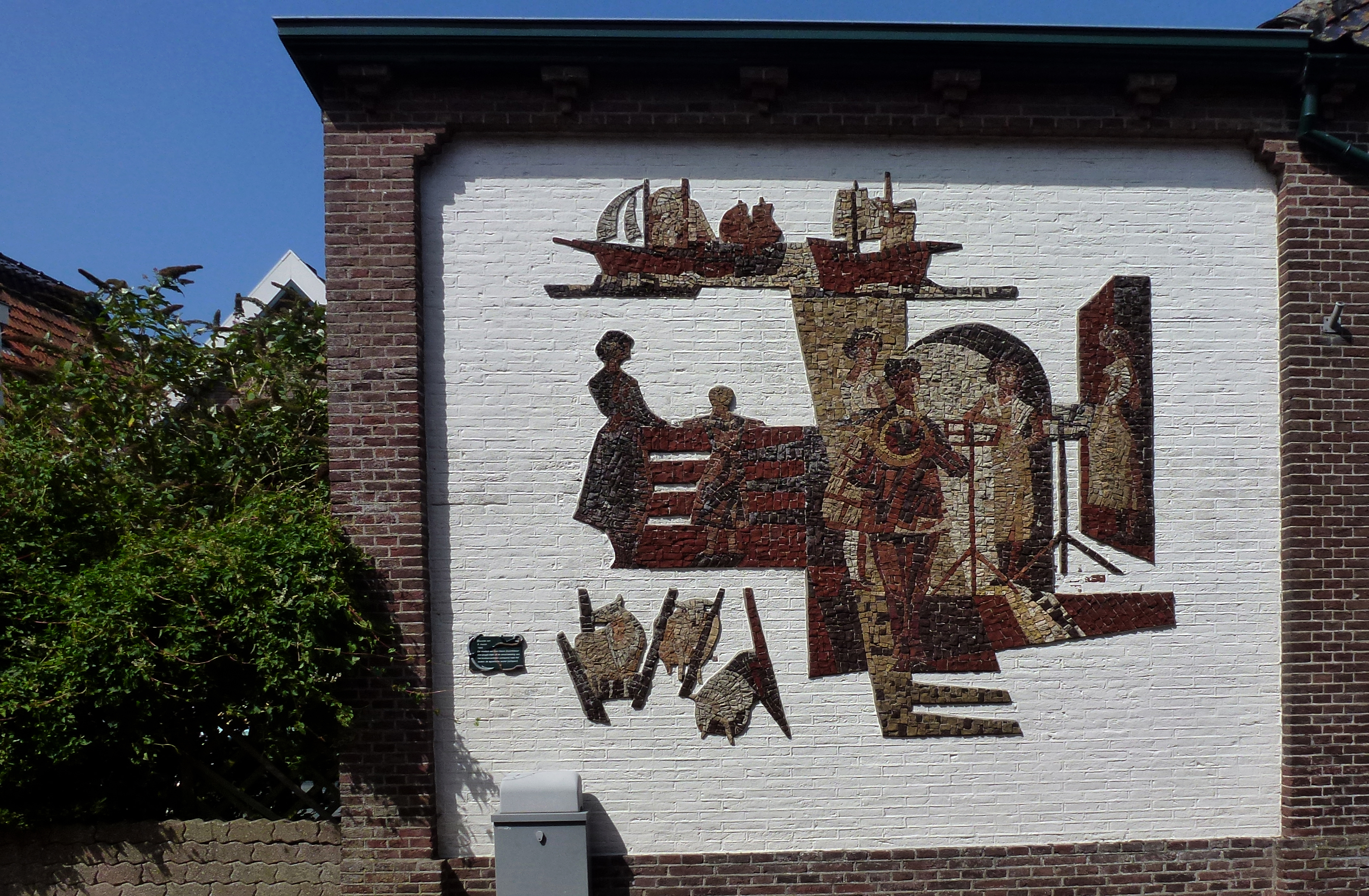
Mozaïek Hoornblazer uit 1960 in Den Hoorn

René Albert Karrer (Morschwiller, 7 november 1927 – Amsterdam. 14 augustus 2013) was een in Nederland werkzaam Frans monumentaal kunstenaar. Hij signeerde met René Henri Albert Karrèr.

## Leven en werk
Karrer werd aanvankelijk opgeleid als meubelmaker en werkte onder meer als technisch tekenaar. In de jaren vijftig maakte hij een overstap naar de kunst. Hij studeerde aan de École des Beaux Arts in Parijs, waar hij les kreeg van onder anderen de schilder Marcel Gromaire. Op 25-jarige leeftijd vertrok hij dankzij een interculturele studiebeurs naar Amsterdam, naar de Rijksakademie van Beeldende Kunsten. Om in zijn onderhoud te voorzien ging René  als letterschilder aan de slag bij de KLM.

Karrer kwam in contact met Berend Hendriks en werd diens assistent. Hendriks maakte diverse gevelversieringen, veelal mozaïeken, vooral voor hervormde kerken en scholen. Karrer zei over dit werk:
In scholen en kerken is het steeds interessant werken. Je hebt altijd een positief gegeven. De godsdienst zie ik als de oorsprong van alle kunst en als de grootste inspiratiebron.
 Vanaf 1958 werkte Karrer ook als zelfstandig kunstenaar en als maquettebouwer voor diverse architectenbureaus. Van 1979 tot 1992 was hij docent techniek aan de Rijksakademie in Amsterdam. Naast kunst hield Karrer zich bezig met zweefvliegen en vioolbouw.

## Enkele werken
- mozaïeken woonflats (1958), Pelikaanhof, Uiverhof en Plesmanweg in Beverwijk
- mozaïek Hoornblazer (1960) Dorpshuis De Waldhoorn Den Hoorn
- mozaïek Bloem en blad (1965) Aula Begraafplaats/Crematorium, Bankenlaan 174, Beverwijk
- mozaïek De Voorhof (1968) in Biddinghuizen
- mozaïek Baadster met kind en muurschilderingen Hotel Hoge Duin in Wijk aan Zee
- mozaïek Jacobsladder (1961) metselwerk aan de westzijde voormalig Menso Alting College in Hoogeveen

- RKD-Nederlands Instituut voor Kunstgeschiedenis: 43522